# Vikbäcken
Vikbäcken (finska: Viikinoja) är ett vattendrag i Kristinestads kommun i landskapet Österbotten i Finland. Den är omkring 4 km lång och avvattnar Blomträsket. Den mynnar i Lappfjärdsfjärden, en vik till Bottenhavet. 